# Montsûrs
Montsûrs község Franciaország Loire mente régiójában, Mayenne megyében.
2017. január 1-jén a korábbi Montsûrs község egyesült Saint-Céneré korábbi községgel, így létrejött a rövid életű Montsûrs-Saint-Céneré új község.
2019. január 1-jén Montsûrs-Saint-Céneré egyesült Deux-Évailles, Montourtier és Saint-Ouën-des-Vallons korábbi községekkel. Ekkor Montsûrs néven jött létre az új község, lélekszáma az egyesüléskor 3366 fő lett. Lakosainak száma 3192 fő (2022. január 1.).

## Népesség
| Lakosok száma | 3227 | 3181 | 3162 | 3191 | 3193 | 3192 |
|               | 2017 | 2018 | 2019 | 2020 | 2021 | 2022 |